# Водоносний горизонт

Водоносний горизонт

Водоносний горизонт — водопроникний шар гірської породи, що вміщує воду та залягає над водонепроникним пластом; однорідні або близькі за фаціально-літологічним складом та гідрогеологічними властивостями пласти водопроникних гірських порід, пустоти (пори, тріщини) яких заповнені гравітаційними водами.

## Загальний опис
За умовами залягання розрізняють водоносні горизонти:
- в районах багаторічної мерзлоти — надмерзлотні, міжмерзлотні і підмерзлотні;
- в нафтогазоносних районах — контурні, верхні, нижні і проміжні;
- в районах рудних та вугільних родовищ — надрудні (надвугільні), підрудні (підвугільні);
- в соляних родовищах — надсольові, міжсольові, підсольові, білясольові.

- За гідравлічними умовами виділяють водоносні горизонти напірні (між водотривкими товщами) і безнапірні (або ґрунтові);
- за внутрішньою будовою — одношарові, двошарові і багатошарові;
- за типом водотривкого ложа — похилі, горизонтальні і змішані.

Водоносні горизонти в гірничій справі значно ускладнюють проведення підготовчих виробок і добувних робіт. Для усунення негативного впливу водоносних горизонтів проводиться управління його режимом і ресурсами методами водозниження, тампонування, заморожування, осушування, ізолювання (бараж) тощо. Сукупність водоносних горизонтів або зон, пов'язаних з товщею певного віку, називають водоносним комплексом.

## Рух підземних вод у водоносних пластах
У водоносних пластах (горизонтах) рух підземних вод великою мірою відбувається під впливом гравітаційних сил Землі.
Для визначення напрямку руху підземних вод використовують карти гідроізогіпс, на яких ізолініями показано «рельєф» дзеркала ґрунтових вод. Перпендикуляри до гідроізогіпс, що спрямовані в бік зниження позначок, називаються лініями току. Вони вказують напрямок руху ґрунтових вод.

Схеми потоків ґрунтових вод: а — плоский; б — радіальний

За взаємним розташуванням гідроізогіпс і ліній току потоки ґрунтових вод поділяють на плоскі і радіальні (рис.).
- У плоскому потоці гідроізогіпси в плані мають вигляд паралельних прямих і лінії, що за перетинання з гідроізогіпсами утворюють сітку прямокутників. Плоский потік може мати місце в міжріччях; між паралельно розташованими річкою і дреною; у випадку дренування ґрунтових вод субгоризонтальними гірничими виробками (канавами, штольнями).

- У радіальному потоці гідроізогіпси мають вигляд системи кривих ліній, а лінії току — радіусів. Наочним прикладом радіального потоку може бути приплив води до колодязя або свердловини під час інтенсивного водовідбору. Радіальний потік може розходитись (наприклад, біля закруту річки), а також сходитись (до водозабору). У потоці, що розходиться, ширина його в напрямку руху збільшується, а у потоці, що сходиться, навпаки, зменшується.

Дійсну швидкість руху підземних вод практично можна визначити за допомогою кількох способів. Один із них (сольовий) ґрунтується на розчиненні у воді NaCl. На певній відстані від дослідної свердловини (шурфа або колодязя), бурять спостережну свердловину, яку закладають нижче за напрямом руху підземних вод. Перед початком досліду визначають вміст хлору як у дослідній, так і у спостережній виробках. Потім у дослідну виробку вводять розчин хлориду натрію, в якому концентрація йонів хлору в 2000 разів є вищою, ніж у підземних водах. Фіксується час введення солі (t1). Через кожні 10 хвилин із спостережної свердловини відбирають проби води і за допомогою азотнокислого срібла визначають вміст хлору. Дані аналізів наносять на графік і відмічають час проходження піку (t2).
Цей спосіб дуже зручний, але застосування його неможливе за природного вмісту хлору в воді понад 500 мг/л і за різких нерівностей покрівлі водотривкого шару. В першому випадку аналізами важко визначити зміни вмісту хлору, а в другому — важчий, ніж вода, розчин хлориду натрію може затримуватись в пониженнях (нішах) водотриву.
Можна також застосовувати органічні барвники, присутність яких у воді виявляється вже за надзвичайно малих концентрацій (до
10–6 %). Для цього застосовують флуоресцеїн, метиленовий синій барвник та ін. Для визначення вмісту барвника у воді використовують флюороскоп — набір скляних трубок з різною концентрацією барвника. Порівнюючи колір води у відібраних пробах із кольором трубок-еталонів, легко і швидко можна визначити вміст барвника в пробі води. Для цього будують графік зміни в часі вмісту барвника у воді і аналогічно до способу з хлоридом натрію визначають швидкість руху підземних вод.
Швидкість руху підземних вод можна визначати й електролітичним способом. Для цього в дослідну свердловину вводять електроліт (як правило, хлористий амоній) і стежать за зміною електропровідності між дослідною і спостережною свердловинами. З цією метою використовують міліамперметр, за показниками якого будують графік зміни сили струму в часі.
Найновіші досягнення фізики і хімії дозволяють застосовувати «мічені атоми» — ізотопні індикатори. Висока чутливість і простота радіоактивних вимірювань дозволяють фіксувати мінімальну кількість ізотопів у підземних водах.